# Scoto
Scoto is een historisch merk van scooters.
Tubauto was een Franse accessoirefabriek die vanaf 1939 onder de naam Scoto kleine scooters leverde met door Garelli geproduceerde 38 cc Mosquito-motoren. Al vóór 1955 was de productie stilgelegd. In het eerste jaar waren motorblokjes van het merk Vélorève gebruikt. De Scoto werd in 1949 ook geproduceerd door het bedrijf Cicca. Of dit dezelfde fabriek was is niet bekend.